# Kościół Najświętszej Maryi Panny Częstochowskiej w Dąbrowie Górniczej
Kościół Najświętszej Maryi Panny Częstochowskiej – rzymskokatolicki kościół parafialny należący do dekanatu dąbrowskiego – Najświętszego Serca Pana Jezusa diecezji sosnowieckiej. Znajduje się w Łęce – dzielnicy Dąbrowy Górniczej.

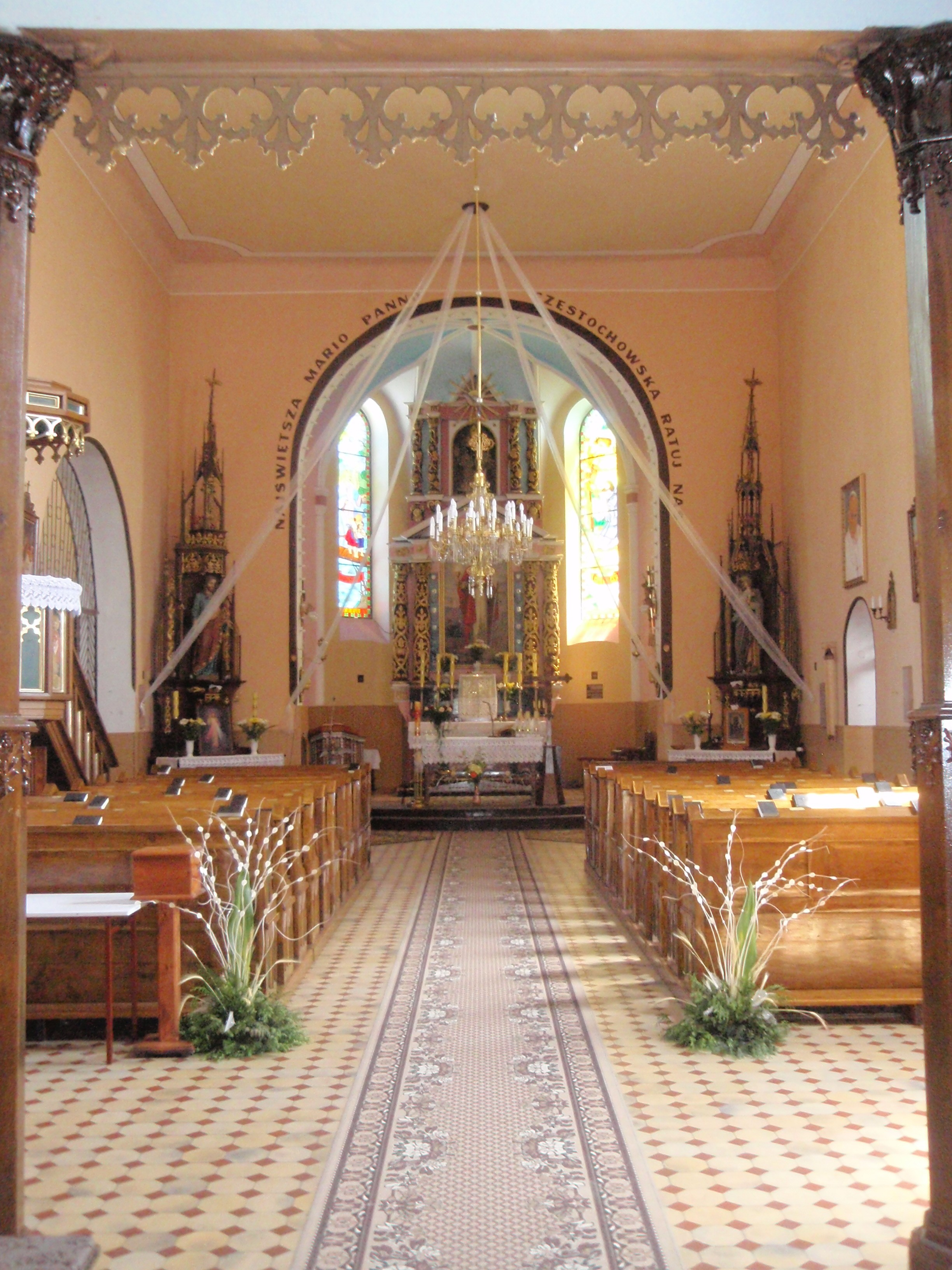
Wnętrze kościoła

Świątynia została wzniesiona w latach 1897-1905 jako filialna należąca do parafii w Sławkowie. Kościół został pobłogosławiony w 1904 roku przez proboszcza z Przegini księdza Feliksa Banasińskiego. Jest to jednonawowa budowla z przewagą stylu neoromańskiego, orientowana, murowana z łamanego kamienia z dodatkiem cegły i zwieńczona wysuniętą przed fasadę korpusu nawowego wieżą. Uroczyście świątynia została poświęcona (konsekrowana) w dniu 6 października 1957 roku przez biskupa pomocniczego diecezji częstochowskiej Stanisława Czajkę.
We wnętrzu znajdują się m.in. neobarokowy ołtarz główny oraz liczne elementy w stylu neogotyckim: ołtarze boczne, chrzcielnica, ambona, feretrony, ławki, konfesjonały, chór muzyczny.